# Alfred von Sybel
Alfred von Sybel (* 25. Juli 1885 in Marburg an der Lahn; † 5./6. Juni 1945 bei Berlin) war ein deutscher Philosoph und Psychologe.
Von Sybel wurde als Sohn von Ludwig von Sybel und seiner Frau Adele, geb. Keller, geboren.
Zum Sommersemester 1903 begann er in Göttingen ein Studium der klassischen Philologie, später auch der Psychologie. Von 1907 bis 1912 studierte er bei Edmund Husserl in Göttingen und promovierte 1909 mit der Arbeit Über das Zusammenwirken verschiedener Sinnesgebiete bei Gedächtnisleistungen bei dem Psychologen Elias Müller in Göttingen. Zum Sommersemester 1904 trat der dem Studenten-Gesangverein der Georgia Augusta (heute StMV Blaue Sänger Göttingen) bei und war ab Oktober 1909 Einjährig-Freiwilliger im 1. Bad. Leibdragoner-Rgt. Nr. 20 in Karlsruhe.
Er starb während des Marsches in die Deportation durch die Rote Armee in der Nähe von Berlin in der Nacht 5./6. Juni 1945.
Von Sybel zählt mit Theodor Conrad, Hedwig Conrad-Martius, Jean Hering, Alexandre Koyré, Hans Lipps und Edith Stein zum Bergzaberner Kreis, einer Gruppe der frühen phänomenologischen Bewegung.